# اچ‌ام‌اس ولیانت (۱۸۰۷)

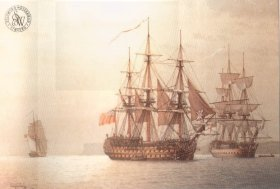
اچ‌ام‌اس گلوری (مرکز) به همراه ولیانت.

اچ‌ام‌اس ولیانت (۱۸۰۷) (به انگلیسی: HMS Valiant (1807)) یک کشتی بود که طول آن ۱۷۴ فوت (۵۳ متر) بود. این کشتی در سال ۱۸۰۷ ساخته شد.